# Zdzisław Beksiński
Zdzisław Beksiński (n. 24 februarie 1929, Sanok – d. 21 februarie 2005, Varșovia) a fost un pictor, fotograf și sculptor polonez, specializat în aria suprarealismului distopic. 
Picturile sale au fost realizate într-un stil pe care Beksiński îl descria drept Baroque sau Gothic. Creațiile sale artistice au fost în mare parte reprezentate de opere vizuale ce pot fi împărțite în două categorii distincte, prima, timpurie, concentrându-se pe un colorit expresionist cu un puternic stil de realism utopic și arhitectură suprarealistă, iar a doua având în vedere un stil abstract, conținând în principal trăsături dinspre curentul formalist.

## Galerie

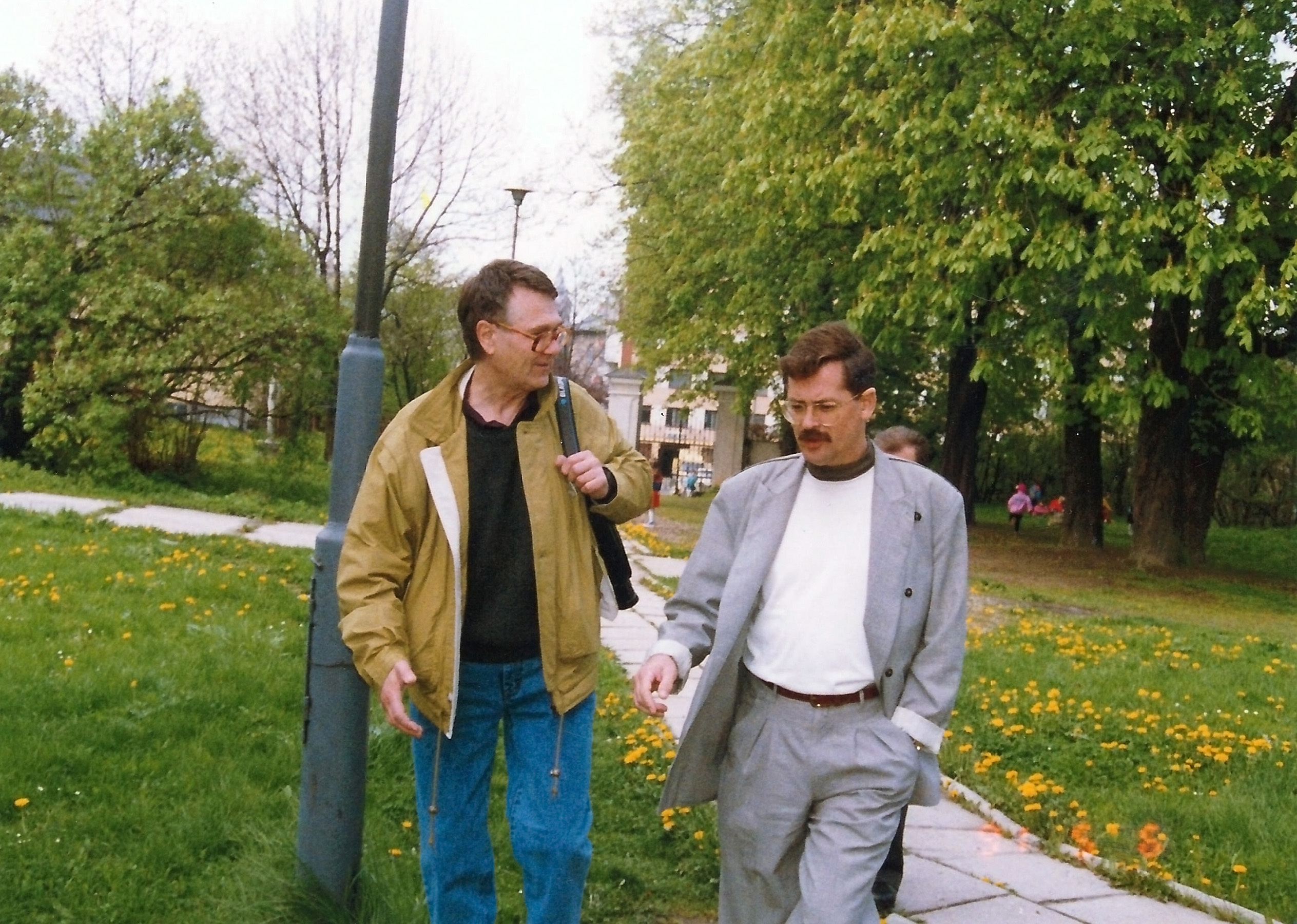
Zdzisław Beksiński, Piotr Dmochowski (1991)
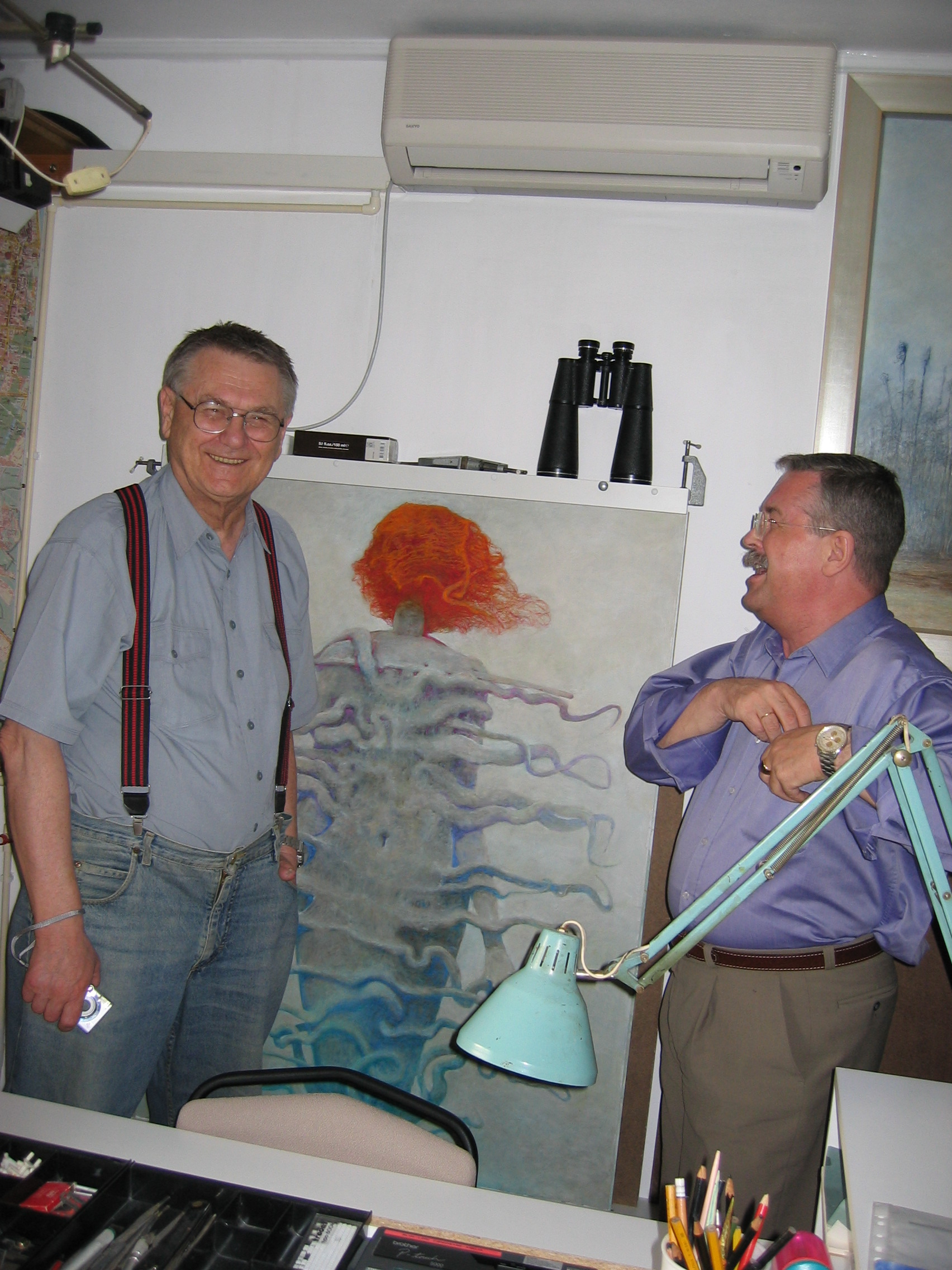
Zdzisław Beksiński, Piotr Dmochowski (2003)
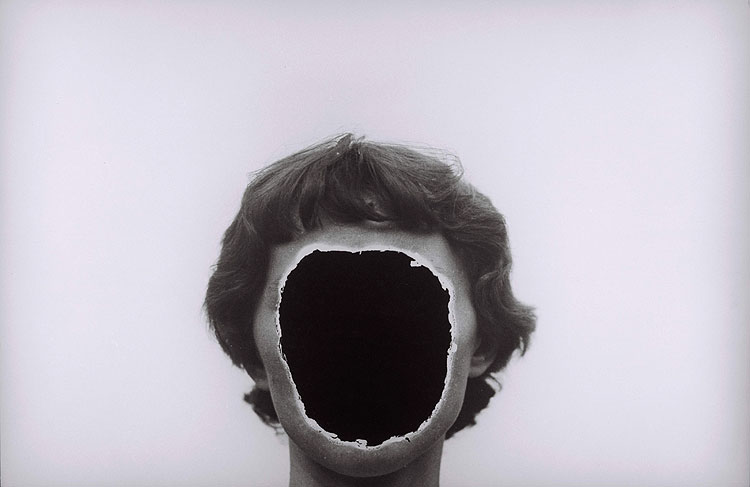
(1956–1957)
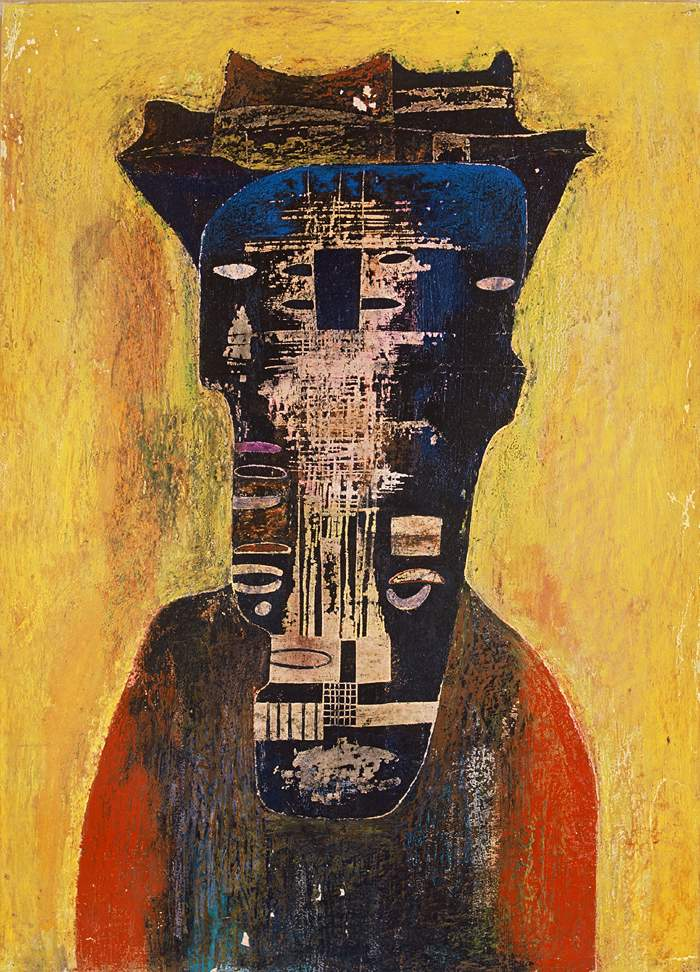
(1958)
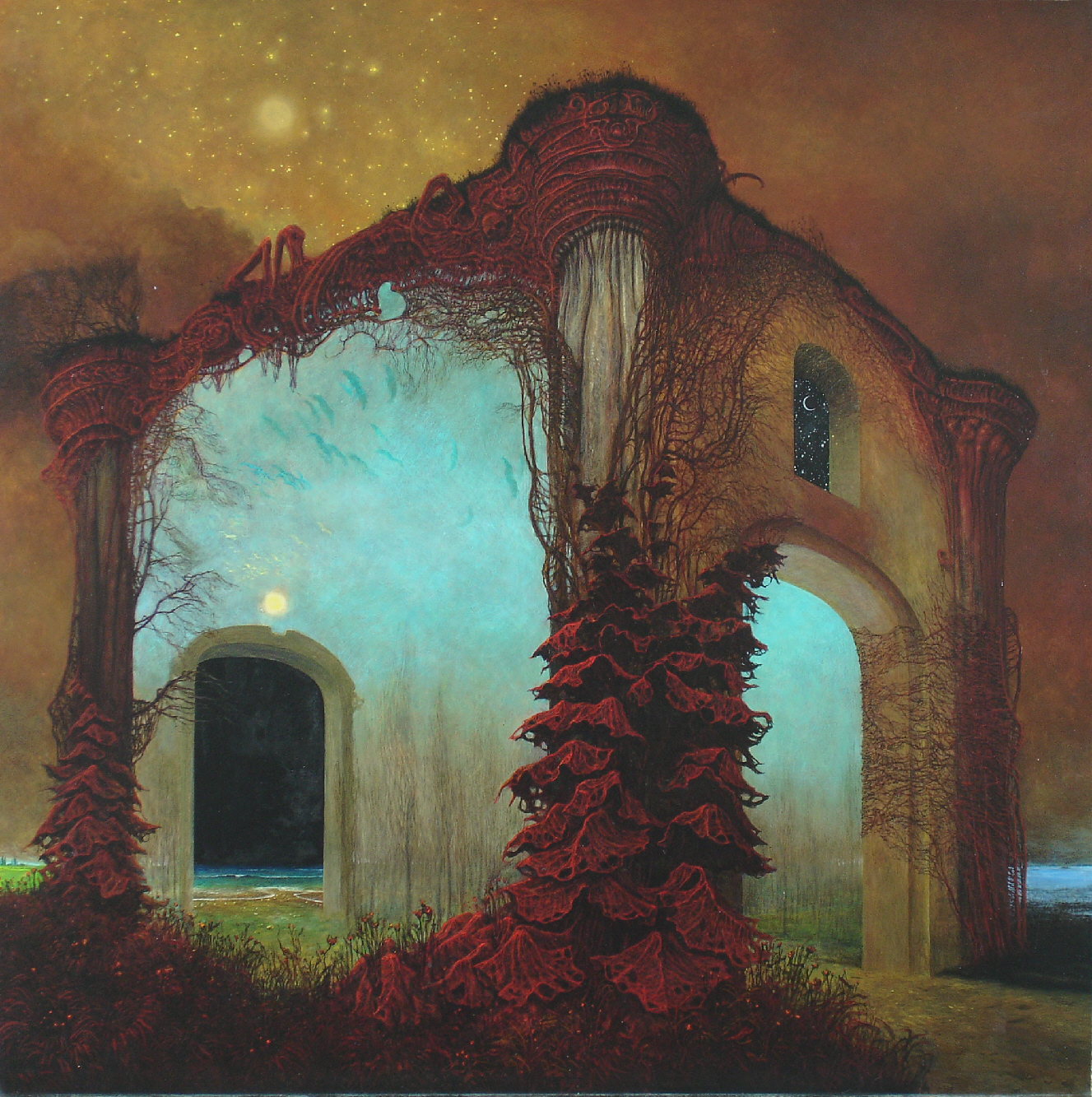
(1978)
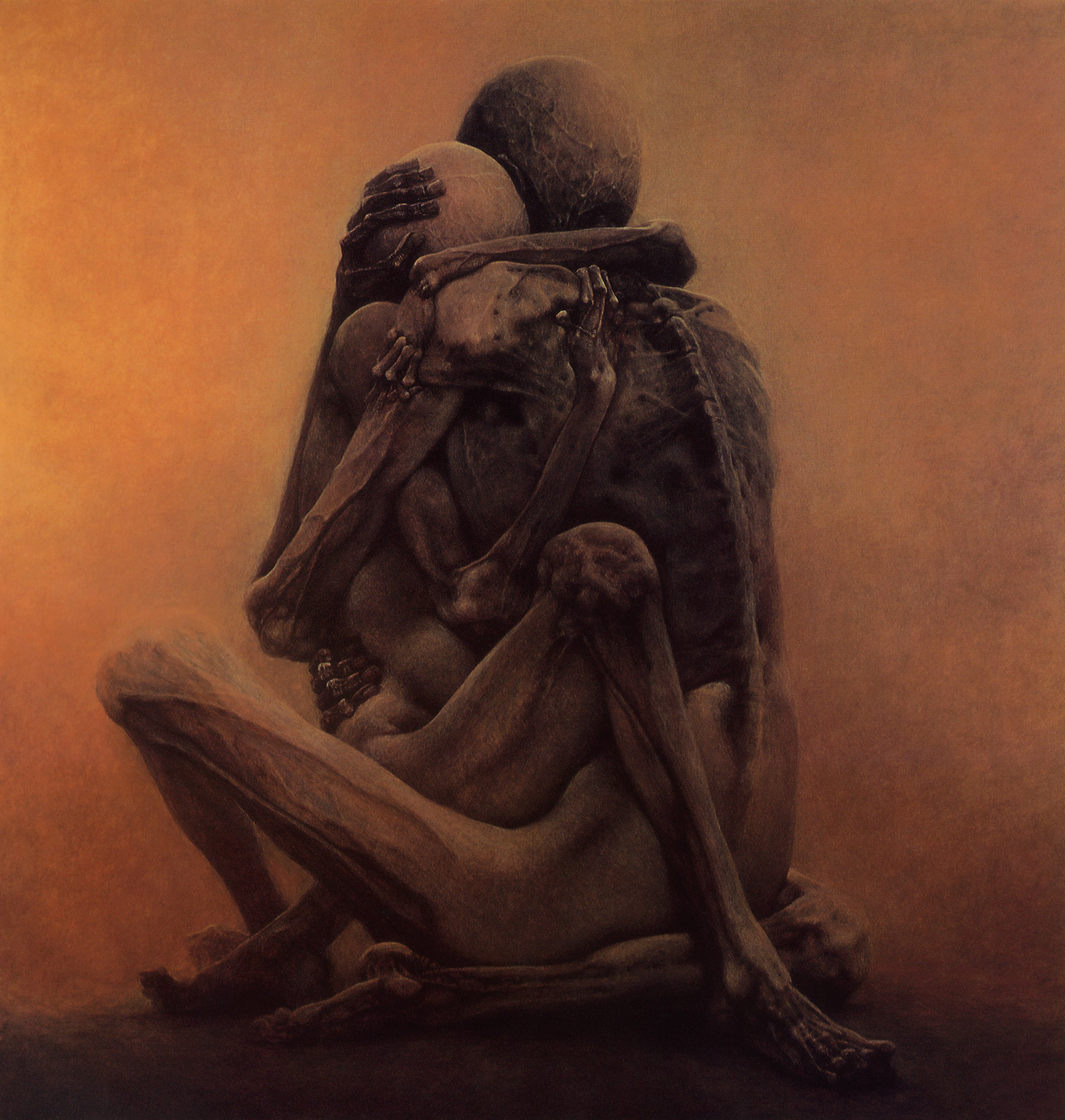
(1984)